# Panamerika-Meisterschaften im BMX-Freestyle
Die Panamerika-Meisterschaften im BMX-Freestyle sind jährliche, erstmals 2019 ausgetragene Wettbewerbe, die vom Panamerikanischen Radsportverband COPACI ausgerichtet werden. Sie bestehen aus Wettkämpfen in der olympischen BMX-Freestyle-Variante Park sowie der nicht-olympischen Variante Flatland.

## Geschichte
Nachdem BMX-Freestyle ins Programm der Olympischen Sommerspiele 2020 genommen worden war, schuf der Radsport-Weltverband UCI ein Qualifikationsranking, in das auch die Ergebnisse kontinentaler Meisterschaften einfließen konnten. Die meisten kontinentalen Radsportverbände riefen daraufhin solche Meisterschaften ins Leben, darunter die COPACI. Die ersten Meisterschaften fanden am 5. Oktober im US-amerikanischen Cary statt.
Nach einer Pause infolge der Corona-Pandemie wurden die Ausgaben 2021 und 2022 an der Costa Verde in Lima ausgetragen. Die vierte Ausgabe war im Mai 2023 in Asunción; bei dieser gab es erstmals auch einen Männer-Wettbewerb für Flatland. Die fünfte Ausgabe 2024 in Santiago de Chile hatte dasselbe Programm.

## Austragungsorte
- 2019:  Cary (5. Oktober)
- 2021:  Lima (12. Dezember)
- 2022:  Lima (26.–27. November)
- 2023:  Asunción (7. Mai)
- 2024:  Santiago de Chile (2.–3. November)

## Ergebnisse

### Männer Park
| Jahr | Erster          | Zweiter        | Dritter          |
| ---- | --------------- | -------------- | ---------------- |
| 2019 | Daniel Sandoval | Justin Dowell  | Daniel Dhers     |
| 2021 | Kenneth Tencio  | José Torres    | Jonathan Camacho |
| 2022 | José Torres     | Arnol Montañez | Gustavo Batista  |
| 2023 | Daniel Dhers    | Kenneth Tencio | Gustavo Batista  |
| 2024 | José Torres     | Juan Caicedo   | Luis Rincón      |

### Frauen Park
| Jahr | Erste               | Zweite              | Dritte               |
| ---- | ------------------- | ------------------- | -------------------- |
| 2019 | Hannah Roberts      | Perris Benegas      | Chelsea Wolfe        |
| 2021 | Queensaray Villegas | Katherine Díaz      | Macarena Pérez       |
| 2022 | Lizsurley Villegas  | Katherine Díaz      | Carolina Bittencourt |
| 2023 | Macarena Pérez      | Katherine Díaz      | Queensaray Villegas  |
| 2024 | Macarena Pérez      | Queensaray Villegas | Lizsurley Villegas   |

### Männer Flatland
| Jahr | Erster               | Zweiter          | Dritter          |
| ---- | -------------------- | ---------------- | ---------------- |
| 2023 | Jaime Pérez          | Camilo Verissimo | Arturo Garay     |
| 2024 | Jean William Prévost | Jaime Pérez      | Gonzalo Bellanti |